# Andriy Parubiy

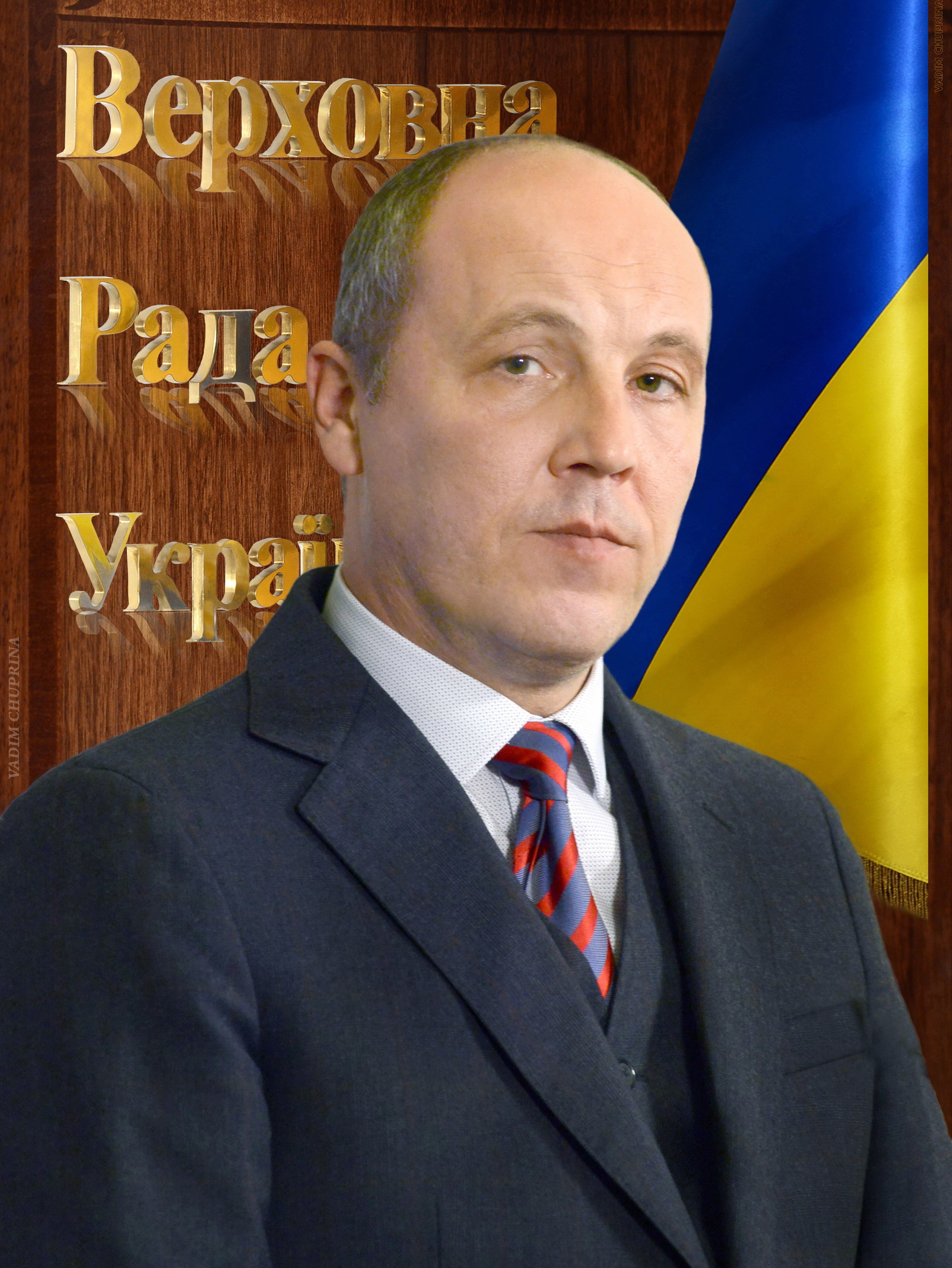
Andriy Volodymyrovych Parubiy

Andriy Volodymyrovych Parubiy (Ucraniano: Андрій Володимирович Парубій) é um político ucraniano que foi o Presidente da Verkhovna rada, o Parlamento ucraniano, desde 14 de abril de 2016. Anteriormente serviu como Secretário da segurança nacional e Conselho de defesa da Ucrânia, nomeado depois de liderar os protestos contra o governo em 2014, até sua renúncia em 7 de agosto de 2014.

## Biografia
Nos anos que antecederam a independência ucraniana em 1991, Parubiy era um ativista da independência e foi preso por organizar um unsanctioned rali em 1989. Em 1991, fundou o Partido Social-Nacional da Ucrânia, juntamente com Oleh Tyahnybok. O partido combinava nacionalismo radical e algumas características neo-nazi (pelo seu nome e pela adoção do Wolfsangel como símbolo). Entre 1998 e 2004, Parubiy conduziu a organização paramilitar da SNPU, o Patriota da Ucrânia. Parubiy deixou estas organizações em 2004. 

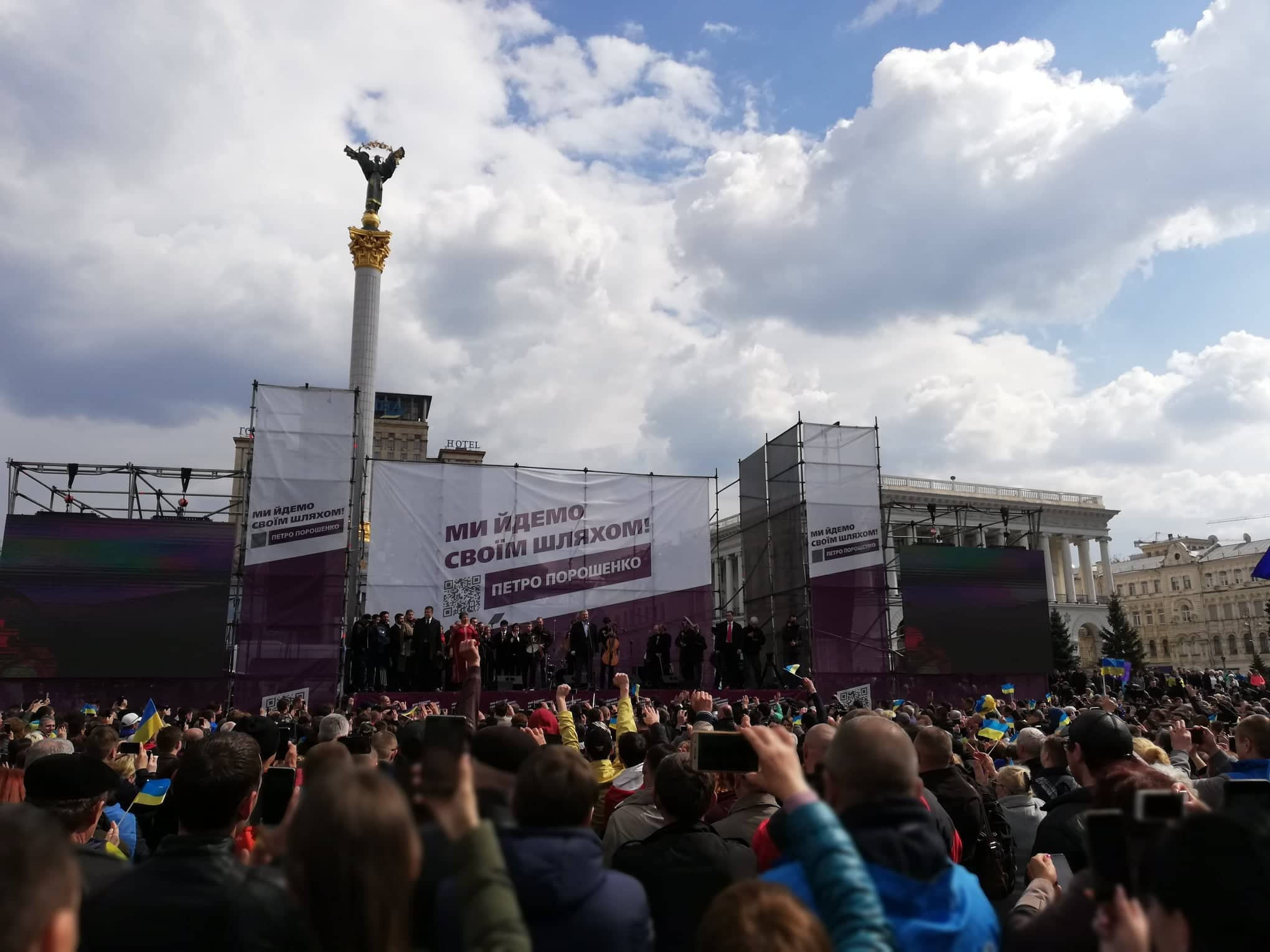

Parubiy co-liderou a Revolução Laranja, em 2004. Nas eleições parlamentares de 2007, ele foi eleito para o Parlamento ucraniano, em uma passagem de Nossa Ucrânia – gente do bloco de legítima defesa. Ele então se tornou um membro do grupo de vice que viria a se tornar para Ucrânia!. Parubiy ficou com Nossa Ucrânia e tornou-se um membro do seu Conselho político. 
Em fevereiro de 2010 Parubiy pediu ao Parlamento Europeu a reconsiderar sua reação negativa a decisão ex Presidente da Ucrânia Victor Yushchenkodo Stepan Bandera, líder do Organização dos nacionalistas ucranianos, o título de Herói da Ucrânia. 
No início de fevereiro de 2012 Parubiy deixou a Ucrânia nosso porque suas "opiniões divergiram". em 2012 que foi re-eleito para o Parlamento na lista da festa da "Pátria". 
A partir de dezembro de 2013 para fevereiro de 2014 Parubiy foi um comandante de Euromaidan. Ele foi o coordenador do corpo de voluntários de segurança para os manifestantes mainstream. Em seguida foi nomeado secretário da segurança nacional e Conselho de defesa da Ucrânia. Esta nomeação foi aprovada pelo (então) novo Presidente ucraniano Petro Poroshenko em 16 de junho de 2014. 
Como secretário do Conselho de defesa e segurança nacional, supervisionou Parubiy[duvidosa  – discutir] a operação de "antiterrorista" contra separatistas pró-russo no leste Ucrânia. 

## Verkhovna Rada, 2015
Parubiy renunciou ao cargo de Secretário do Conselho de defesa e segurança nacional, em 7 de agosto de 2014. Ele se recusou a dizer o porquê, afirmando que "Eu acredito que é inaceitável para o comentário sobre minha demissão em tempo de guerra", e "continuou a ajudar a frente, principalmente através de batalhões de voluntários". O presidente Poroshenko assinou um decreto confirmando a demissão do Parubiy no mesmo dia. 
Em setembro de 2014 Parubiy tornou-se membro fundador do seu partido novo frente popular. Nas eleições ucranianas de outubro 2014 foi reeleito como vice do povo na lista de festa "Frente popular". Em 4 de dezembro, ele foi eleito como vice-presidente do Verkhovna Rada.
Após a renúncia de Volodymyr Groysman, em 14 de abril de 2016 foi eleito como presidente do Verkhovna Rada.
Durante parlamentares visitas a Parubiy a França e o Reino Unido em junho de 2018, seus pontos de vista de neonazistas foram condenados por esquerdistas como Jean-Luc Mélenchon, Alexis Corbière, o Partido Comunista Francês e o membro do Partido Trabalhista do Parlamento escocês, Neil Findlay. Findlay é chamado um inquérito sobre a visita do Parubiy para o Parlamento escocês.  